# ایتزی
ایتزی (انگلیسی: Itzy; کره‌ای: 있지) گروه دخترانه اهل کره جنوبی شکل گرفته توسط جی‌وای‌پی انترتینمنت و اعضای آن متشکل از یه‌جی، لیا، ریوجین، چه‌ریونگ و یونا است. گروه در ۱۲ فوریه ۲۰۱۹ و با انتشار آلبوم تک‌آهنگ این متفاوته آغاز به کار کرد که توانستند جوایز عالی دریافت کنند. با دریافت اولین جایزه خود نه روز پس از شروع به کار در صنعت موسیقی، ایتزی در حال حاضر سریعترین گروه دخترانه کره جنوبی است که اولین برد خود را در برنامه‌های موسیقی به‌دست می‌آورد.

## تاریخچه

### قبل از شروع به کار
چه‌ریونگ در سال ۱۳۹۲ در برنامهٔ کی-پاپ استار ۳ شرکت کرد. او بار دیگر در ۱۳۹۴، در برنامهٔ انتخابی جی‌وای‌پی، شانزده، شرکت کرد؛ هرچند نتوانست عضو گروه برندهٔ این برنامه، یعنی توایس، شود. ریوجین در سال ۲۰۱۶ در برنامهٔ انتخابی میکس‌ناین از شبکهٔ جی‌تی‌بی‌سی شرکت کرد و در گروه دختران اول شد؛ هرچند بعداً مقام اول را به گروه پسران واگذار کرد. یجی در برنامهٔ طرفدار که از شبکهٔ اس‌بی‌اس پخش می‌شد، شرکت کرد ولی در قسمت پنجم حذف شد. لیا کارآموز اس.ام. انترتینمنت بود ولی به جی‌وای‌پی پیوست و با ایتزی وارد صنعت موسیقی شد. در ۱۳۹۵، همهٔ اعضا، به جز لیا، در برنامهٔ تلویزیونی استری کیدز از شبکهٔ ام‌نت شرکت کردند که در آن یک گروه آزمایشی بودند تا علیه گروه استری کیدز مسابقه بدهند.

### ۱۳۹۷-کنون: شروع به‌کار با «این متفاوته» و «این یخیه»
در یکم بهمن سال ۱۳۹۷، کمپانی جی‌وای‌پی اعلام کرد که اولین گروه دخترانهٔ خود بعد از توایس را وارد دنیای موسیقی خواهد کرد. کانال اصلی یوتیوب کمپانی نیز ویدیویی تبلیغاتی منتشر کرد و پنج عضو این گروه را معرفی کرد.
در ۲۳ بهمن‌ماه ۱۳۹۷، ایتزی آلبوم تک‌آهنگهٔ «این متفاوته» و تک‌آهنگ اصلی آن، دالا دالا، را منتشر کرد. این آهنگ زیرشاخه‌ای از موسیقی رقص الکترونیکی مثل فیوچر هوس و بیس هوس بود. متن انگیزشی این ترانه به شدت مورد توجه و استقبال مخاطبان قرار گرفت. ایتزی یکی از بالاترین امتیازات در میان گروه‌های کره‌ای تازه‌وارد را در بیلبورد رقم زد؛ ترانهٔ دالا دالا در فهرست ترانه‌های جهانی دیجیتال ابتدا در مقام سوم و سپس در مقام دوم قرار گرفت.
اولین آلبوم چندآهنگه ایتزی که «این یخیه» (It'z Icy) نام داشت، در ۷ مردادماه ۱۳۹۷ به همراه موزیک ویدیوی تک‌آهنگ اصلی این آلبوم به نام یخی منتشر شد.
در ۱۹ اسفند ۱۳۹۸ آلبوم Itz ICY را منتشر کردن که باعث شد ایتزی در چارت ۵۰ بیلبورد قرار بگیرد و تایتل ترک آن یعنی Wannabe در موزیک شوها ۸ بار جایزه گرفت.

## اعضا
| نام            | نگاره | نام اصلی             | تولد             | محل تولد           | موقعیت در گروه                                   |
| -------------- | ----- | -------------------- | ---------------- | ------------------ | ------------------------------------------------ |
| یه‌جی (예지)    |       | هوانگ یه جی (황예지) | ۶ خرداد، ۱۳۷۹    | کره جنوبی، جئونجو  | لیدر • دنسر اصلی • لید ووکالیست • ساب رپر        |
| لیا (리아)     |       | چوی جی سو (최지수)   | ۳۱ تیر، ۱۳۷۹     | کره جنوبی، اینچئون | ووکالیست اصلی • ساب رپر                          |
| ریوجین (류진)  |       | شین ریو جین (신류진) | ۲۸ فروردین، ۱۳۸۰ | کره جنوبی، سئول    | رپر اصلی • لید دنسر • ساب وکالیست • سنتر         |
| چه‌ریونگ (채령) |       | لی چه ریونگ (이채령) | ۱۵ خرداد، ۱۳۸۰   | کره جنوبی، یونگین  | دنسر اصلی • ساب وکالیست • ساب رپر                |
| یونا (유나)    |       | شین یو نا (신유나)   | ۱۹ آذر، ۱۳۸۲     | کره جنوبی، سوون    | لید رپر • لید دنسر • ساب وکالیست • ویژوال • مکنه |

## ترانه‌شناسی

### آلبوم چندآهنگه
| عنوان    | جزئیات                                                                                        | بالاترین جایگاه در جدول | بالاترین جایگاه در جدول | بالاترین جایگاه در جدول | بالاترین جایگاه در جدول | بالاترین جایگاه در جدول | فروش                                                       |
| عنوان    | جزئیات                                                                                        | کره                     | ژاپن                    | داغترین ژاپن            | داغترین آمریکا          | جهانی آمریکا            | فروش                                                       |
| -------- | --------------------------------------------------------------------------------------------- | ----------------------- | ----------------------- | ----------------------- | ----------------------- | ----------------------- | ---------------------------------------------------------- |
| این یخیه | - تاریخ انتشار: ۷ مرداد ۱۳۹۸ (کره) - ناشر: جی‌وای‌پی - قالب‌ها: CD، دانلود دیجیتال، پخش اینترنتی | ۳                       | ۱۲                      | ۳۲                      | ۱۹                      | ۱۱                      | - کره: ۷۷،109 - ژاپن: ۷٬۴۷۱ (فیزیکی) - ژاپن: ۶۲۹ (دیجیتال) |

### تک‌آهنگ‌ها
| عنوان                 | سال  | بالاترین جایگاه در جدول | بالاترین جایگاه در جدول | بالاترین جایگاه در جدول | بالاترین جایگاه در جدول | بالاترین جایگاه در جدول | فروش                  | آلبوم       |
| عنوان                 | سال  | کره                     | داغترین کره             | داغترین ژاپن            | داغترین نیوزلند         | جهانی آمریکا            | فروش                  | آلبوم       |
| --------------------- | ---- | ----------------------- | ----------------------- | ----------------------- | ----------------------- | ----------------------- | --------------------- | ----------- |
| دالا دالا (달라 달라) | ۲۰۱۹ | ۲                       | ۲                       | ۳۱                      | ۲۰                      | ۲                       | - ایالات متحده: ۲،000 | این متفاوته |
| یخی                   | ۲۰۱۹ | ۱۰                      | -                       | ۳۴                      | -                       | ۷                       |                       | این یخیه    |

### موزیک ویدئو
| نماهنگ                | سال  | کارگردان                 | منابع  |
| --------------------- | ---- | ------------------------ | ------ |
| دالا دالا (달라 달라) | ۲۰۱۹ | تیم تولید «خالق ساده‌لوح» | [ ۲۲ ] |
| یخی                   | ۲۰۱۹ | تیم تولید «خالق ساده‌لوح» | [ ۲۳ ] |

## فیلم‌شناسی

### برنامه تلویزیونی
| سال  | عنوان           | توضیحات              | منابع  |
| ---- | --------------- | -------------------- | ------ |
| ۲۰۱۹ | ایتزی؟ ایتزی!   | پخش از ۲۰ فوریه ۲۰۱۸ | [ ۲۴ ] |
| ۲۰۱۹ | ایتزی رو می‌بینم | پخش از ۷ اوت ۲۰۱۹    | [ ۲۵ ] |